# Сульзібаш
Сульзіба́ш (рос. Сульзибаш, башк. Сүлйебаш) — присілок у складі Бураєвського району Башкортостану, Росія. Входить до складу Азяковської сільської ради.
Населення — 31 особа (2010; 47 у 2002).
Національний склад:
- башкири — 100 %